# Antonín I. Grasalkovič
Hrabě Antonín I. Grasalkovič (starším pravopisem Anton II. Grassalkovich, maďarsky Grassalkovich II. Antal, s latinsko-maďarským přídomkem de Gyarak, 6. března 1694, Ürmény/Mojmírovce – 1. prosince 1771, Čemer)  byl uherský šlechtic a politik z rodu Grasalkovičů. Jeho jméno nese Grasalkovičův palác v Bratislavě.

## Život
Narodil se v chudé zemanské rodině barona Jana Grasalkoviče z Ďoroku/Gyaraku (1656? - 1716) a jeho manželky Zuzany Egresdyové z Egresdu (1666 - 30. července 1724). Jeho otec působil jako správce Beckovského hradu.
Antonín zastával vysoké zemské úřady v Uhrách, např. funkci královského personála, strážce uherské koruny sv. Štěpána, předsedy uherské královské komory, královského hlavního štolby. Byl také županem Novohradského a Aradského kraje.
Reformoval činnost uherské komory. Získal značný majetek, čím ze svého rodu učinil jeden z nejvýznamnějších rodů v Uhersku.
Byl ženatý s Kristýnou Klobušickou a měl syna Antonína.